# لاتفيا واليورو

الدول الأعضاء في الاتحاد الأوروبي

  في منطقة اليورو
  ضمن ERM II، دون استثناء (بلغاريا)
  ضمن ERM II، بموجب استثناء (الدنمارك)
  ليست ضمن ERM II،لكن ستنضم عند تحقيق معايير التحول إلى اليورو (جمهورية التشيك ‏، المجر ‏، بولندا ‏، رومانيا ‏، والسويد ‏)

دول ليست أعضاء في الاتحاد الأوربي

  تستخدم اليورو وفق اتفاقية (أندورا، موناكو، سان مارينو، الفاتيكان وأندورا)
  تستخدام اليورو من جانب واحد (كوسوفو والجبل الأسود)

استبدلت لاتفيا عملتها السابقة اللاتس باليورو في 1 يناير 2014 بعد أن أكد تقييم الاتحاد الأوروبي في يونيو 2013 أن البلاد قد أوفت بجميع معايير التحول اللازمة لاعتماد اليورو. بدأت عملية التبني في الأول من مايو 2004، عندما انضمت لاتفيا إلى الاتحاد الأوروبي، ودخلت الاتحاد الاقتصادي والنقدي للاتحاد الأوروبي. في بداية عام 2005، تم ربط اللاتس اللاتفي باليورو عند مستوى 0.702804 لاتس لكل 1 يورو، وانضمت لاتفيا إلى آلية سعر الصرف الأوروبية (ERM ll)، بعد أربعة أشهر في 2 مايو 2005.

## تاريخ
ألزمت معاهدة انضمام لاتفيا إلى الاتحاد الأوروبي بتبني اليورو. كانت لاتفيا تخطط في الأصل لاعتماد اليورو في الأول من يناير 2008، ولكن لأسباب مختلفة تم تأجيل ذلك عدة مرات. بعد انتخابه في عام 2011، أعلن الرئيس اللاتفي أندريس برزينش أن الهدف الرسمي هو انضمام لاتفيا إلى منطقة اليورو في عام 2014. في سبتمبر 2012 أكد رئيس الوزراء فالديس دومبروفسكيس أن "لاتفيا تسير على الطريق الصحيح لعام 2014 وسيتم طلب الإذن بالانضمام في عام 2013".

## التحول
قبل أن تتمكن لاتفيا من اعتماد اليورو، كان عليها أن تلبي خمسة معايير للتحول وضعها الاتحاد الأوروبي. وفي أبريل 2012، توصل تقييم أجراه البنك المركزي الأوروبي إلى أن لاتفيا استوفت ثلاثة من المعايير الخمسة. أعلن وزير المالية اللاتفي في ديسمبر 2012 أنه بما أن عمليات التحقق من التحول تتم كل عامين فقط، فسوف يطلب تقديم تقرير استثنائي في فبراير 2013، ولكن في يناير 2013 صرح رئيس الوزراء دومبروفسكيس أنه "لأسباب فنية" تأخر الطلب حتى مارس. ومع ذلك، كان واثقًا من أن لاتفيا تفي بمعايير ماستريخت لتبني اليورو وبالتالي من وجهة نظره لا يمكن أن يكون عليه تقرير التحول سلبيًا. تقدمت الحكومة اللاتفية رسميًا بطلب فحص التحول في بداية شهر مارس، وخلص تقرير التحول الذي نشرته المفوضية الأوروبية في 5 يونيو 2013، إلى أن المفوضية تعتبر أن لاتفيا تفي بشروط تبني اليورو. نشر البنك المركزي الأوروبي في الوقت نفسه تقريرًا أشار إلى أن "لاتفيا تقع ضمن القيم المرجعية لمعايير التحول". حصل اعتماد لاتفيا لليورو، وهو التزام قانوني الآن بعد استيفاء معايير التحول، على الموافقة النهائية من مجلس الشؤون الاقتصادية والمالية في 9 يوليو، وثم اعتمدت لاتفيا اليورو في 1 يناير 2014. أقيم حفل التحول إلى اليورو في الموقع الذي بدأت فيه أزمة لاتفيا ــ المقر السابق لبنك باركس المنهار، والذي أصبح الآن المقر الرئيسي لبنك سيتاتيلي المملوك للدولة، والذي نشأ من بين أنقاض باركس.

## الدعوات الفاشلة لإجراء استفتاء
في البداية، دفع بعض أعضاء برلمان لاتفيا (السايما) باتجاه إجراء استفتاء على تبني اليورو، لكن رئيس وزراء لاتفيا فالديس دومبروفسكيس زعم أن الاستفتاء غير ضروري لأن اللاتفيين صوتوا بالفعل لصالح معاهدة انضمامهم إلى الاتحاد الأوروبي في عام 2003 ‏، والتي تلزمهم بتبني اليورو بمجرد أن يثبت امتثال البلاد لجميع معايير التحول. وزعم أنه نظراً للالتزام القانوني، فإن الاستفتاء لا يمكن أن يؤدي إلا إلى تأخير أو منع تبني اليورو. وفقًا للقانون اللاتفي، إذا اعترض أكثر من ثلث أعضاء البرلمان على مشروع قانون، واقترحوا مشروع قانون بديل خلال أسبوعين من إقرار البرلمان لمشروع القانون الأصلي، يمكن الدعوة إلى استفتاء للسماح للجمهور بالاختيار بين مشروعي القانون. في 31 يناير 2013، أقر البرلمان اللاتفي "مشروع قانون اعتماد اليورو". وبعد أربعة أيام، أعلن مركز هارموني حزب المعارضة الأكبر أنه لن يدعم "مشروع قانون الاستفتاء" البديل، الذي قدمه حزب المعارضة الآخر اتحاد الخضر والمزارعين. وفي التاسع من فبراير لم يحصل اقتراح الاستفتاء إلا على دعم أربعة من أصل مائة عضو في البرلمان وبالتالي تم رفض اقتراح الاستفتاء. لاحقاً صرح النواب الداعمون للاستفتاء أنهم سوف يلجأون إلى الخيار القانوني المتبقي الأخير لفرض الاستفتاء وهو جمع عريضة تضم 30 ألف توقيع انتخابي على الأقل. طلبت لاتفيا رسمياً تقرير تحول استثنائي لتقييم مدى استعدادها لاعتماد اليورو في 4 مارس 2013. رفضت اللجنة المركزية للانتخابات في لاتفيا الاستفتاء المقترح في 18 مارس، حيث اعتبرت أن مشروع القانون المقترح لا يتوافق مع دستور لاتفيا أو التزامات لاتفيا الدولية.

## خريطة الطريق لتبني اليورو
في 6 نوفمبر 2012 قدم مجلس الوزراء مشروع قانون يحدد تفاصيل عملية التحول إلى اليورو. وقد حددت أن:
- ستتوقف أجهزة الصراف الآلي عن توزيع اللاتس اعتبارًا من 1 يناير 2014.
- سيتم تداول كلا من اللاتس واليورو لمدة أسبوعين.
- مكاتب البريد ستقدم تقدم تبادلاً مجانياً لمدة شهر (تم تمديده لاحقاً إلى ثلاثة أشهر[22]).
- جميع المحلات التجارية ملزمة بعرض أسعارًا مزدوجة لمدة ثلاثة أشهر قبل اعتماد القانون وحتى ستة أشهر بعده.[23]

وقد صدر القانون في 31 يناير 2013.

## القضايا اللغوية

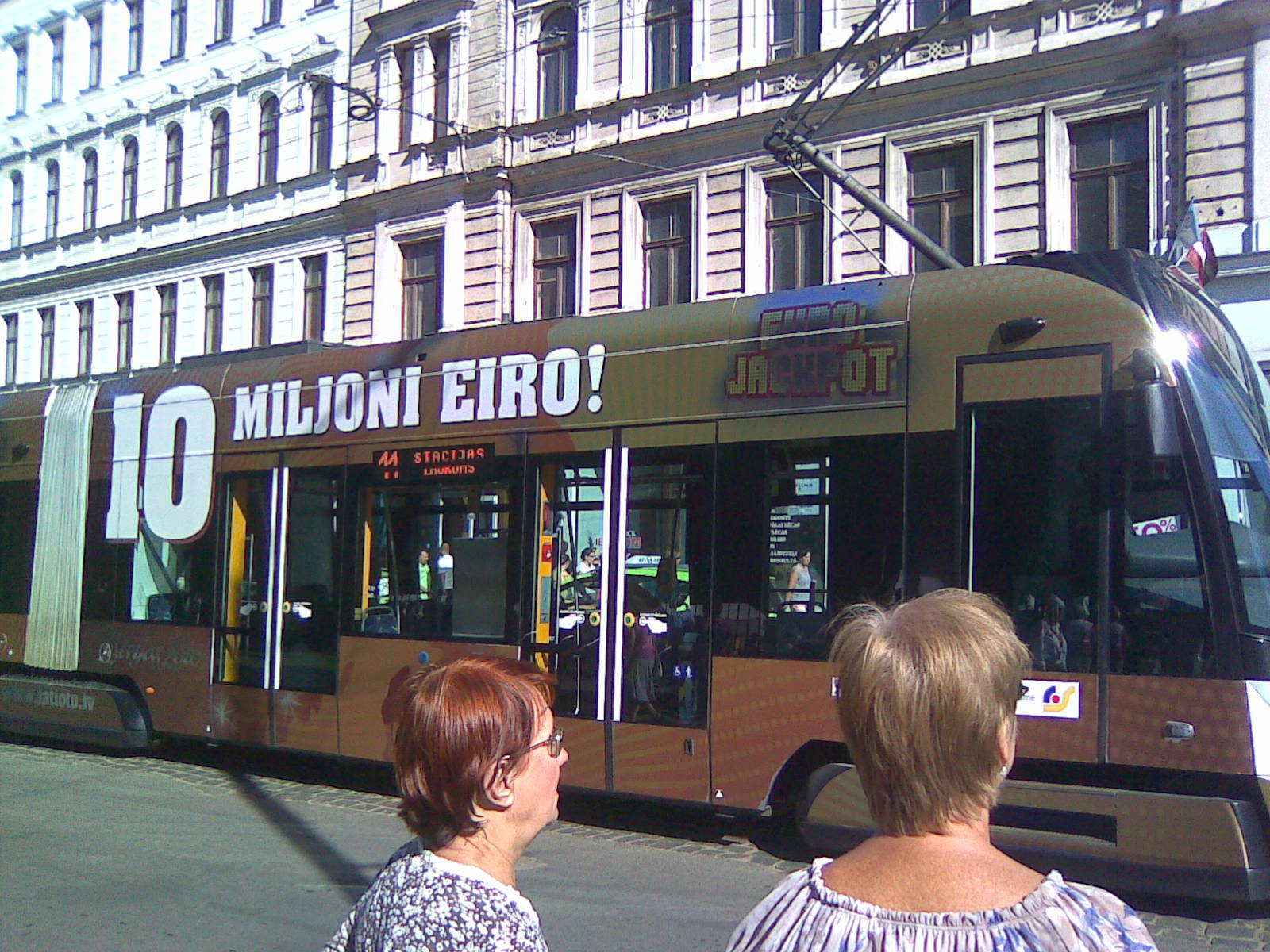
إعلان على الترام يستخدم كلمة "eiro" للإشارة إلى اليورو.

اعتمد السايما في 26 يوليو 2005 قراراً ينص على أن الاسم اللاتفي الرسمي لعملة اليورو سيكون "eiro". في ديسمبر 2007 تم تعديل اللائحة بحيث أصبح الاسم في جميع المسائل القانونية هو "euro" وفي جميع المسائل غير القانونية "eiro". وتم الطلب من البنك المركزي الأوروبي الموافقة على اتفاقية التسمية الخاصة هذه، لكنه رفض في 13 نوفمبر 2012 وطلب من لاتفيا إلغاء اللائحة بأكملها أو على الأقل الفقرة التي منحت عملة اليورو اسم لاتفي خاص. في 4 مارس 2013، أوضحت وزارة العدل اللاتفية أنه في حين أن الاسم الرسمي للعملة لجميع الوثائق المالية والقانونية سيكون "euro"، فإن الجمهور سيظل قادرًا على استخدام الاسم اللاتفي "eiro"، بالإضافة إلى ذلك يجب كتابة "euro" بخط مائل للإشارة إلى أن الكلمة مكتوبة بلغة أجنبية.

## تصميم اليورو اللاتفي
تتميز عملات اليورو المعدنية اللاتفية بثلاثة تصميمات على الجانب الوطني، والتي تم الإعلان عنها في يوليو 2006 على الصفحة الرئيسية لبنك لاتفيا. كانت التصميمات المميزة هي عذراء لاتفيا، والتي ظهرت على العملة المعدنية فئة 5 لاتس قبل الحرب العالمية الثانية، وعلى العملات المعدنية فئة 1 و2 يورو، وشعار لاتفيا الأكبر على العملات المعدنية من فئات 10 و20 و50 سنتًا، وشعار لاتفيا الأصغر على العملات المعدنية من فئات 1 و2 و5 سنتات. كان من المخطط أن يظهر نصب الحرية على عملة 2 يورو، إلا أن التصميم الأصلي لم يتناسب مع متطلبات البنك المركزي الأوروبي وذلك لأنه وصل إلى الحلقة المعدنية وقام بتغيير أحد النجوم. قررت لاتفيا لاحقاً أن التصميم المعدل للنصب التذكاري لن يكون قابلاً للتعرف عليه وقررت استخدام عذراء لاتفيا على العملات من فئة 2 يورو أيضاً.
بالنسبة للتصاميم على الجانب المشترك والوصف التفصيلي للعملات المعدنية، انظر نقود اليورو المعدنية.
| €0.01              | €0.02 | €0.05             |
| ------------------ | ----- | ----------------- |
|                    |       |                   |
| شعار لاتفيا الأصغر |       |                   |
| €0.10              | €0.20 | €0.50             |
|                    |       |                   |
| شعار لاتفيا الأكبر |       |                   |
| €1.00              | €2.00 | النص على حافة €2  |
|                    |       | الله يبارك لاتفيا |
| عذراء لاتفيا       |       |                   |

بدأت مناقصة سك عملات اليورو اللاتفية في 20 سبتمبر 2012. في 10 ديسمبر 2012، تم الإعلان عن أن لاتفيا ستستخدم دار سك العملة في بادن فورتمبيرغ ‏. تم سك العملات المعدنية في شتوتغارت باستثناء العملات المعدنية من فئة 1 سنت و10 سنتات و1 يورو، والتي تم سكها في كارلسروه. بدأ إنتاج اليورو اللاتفي في يوليو 2013.